# 威靈頓鳳凰足球俱樂部
威靈頓鳳凰足球俱樂部（英文：Wellington Phoenix FC）是紐西蘭威靈頓的一支職業足球俱樂部。該隊於2007年加盟澳洲甲組足球聯賽，取代來自奧克蘭的新西蘭騎士隊。

## 歷史
由于新西蘭騎士隊在澳大利亞職業足球聯賽参賽的兩個赛季中表現不佳，澳大利亞足協於2006-2007年球季尾段決定褫奪騎士隊的參賽資格，此后澳大利亞足協給予紐西蘭足協一個臨時牌照，讓紐西蘭足協在國内物色一支球隊在2007-2008年球季加盟澳大利亞職業足球聯賽。另一方面，一個來自昆士蘭州湯斯維爾，名為「澳洲熱帶足球」（Tropical Football Australia）的財團亦表示有意獲取該席位，並已開始準備申請手續。但澳洲足協已表明希望聯賽中繼續有一支來自紐西蘭的球隊，此後該財團放棄角逐這個席位，改為在次年向澳大利亞職業足球聯賽申請成立一支新球隊。
在申請期截止之際，惠靈頓一名地產商人Terry Serepisos宣佈提供新球隊所需之申請費用，新球隊於2007年3月19日確定加盟澳大利亞職業足球聯賽。「威靈頓鳳凰」這個名稱是由250個建議中獲挑，並於同月28日向外界公佈。
索尼公司於2007年11月成為球隊的重要贊助商。
2020年10月27日，惠灵顿凤凰队因受2019冠狀病毒病疫情影響，球队基地暂时迁至澳大利亚。

## 球衣
| 2007年賽季前 | 2007–09年主場 | 2007–09年客場 | 2009–11年主場 | 2009–11年客場 | 2011–12年主場 | 2011–12年客場 | 2011–12 Special Kit |

## 队徽

旧队徽
新队徽

## 主場

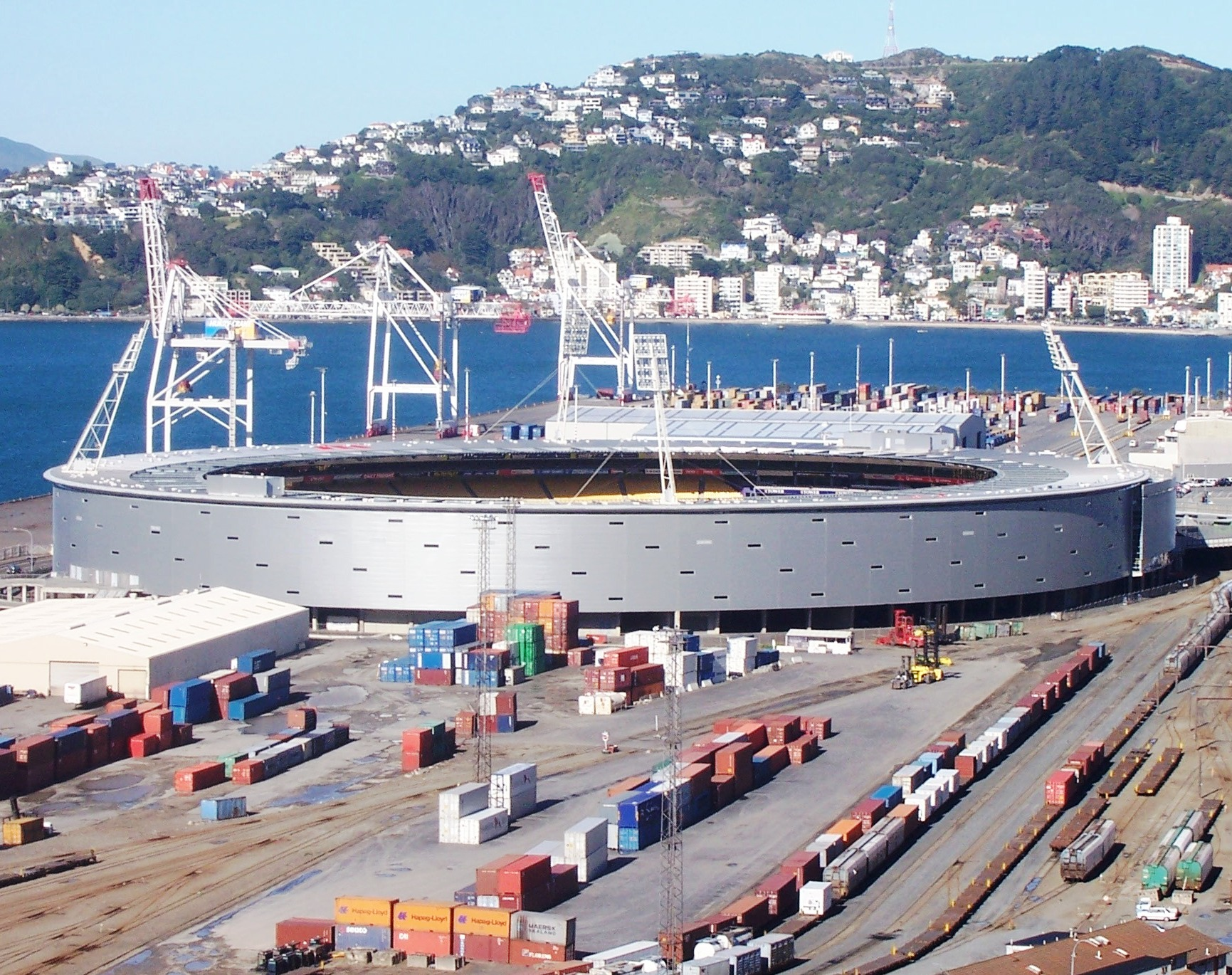
Westpac Stadium

鳳凰隊的主場是位於威靈頓的西太平洋銀行體育場，可容納34500名觀衆，加上臨時座位則可以容納約40000人。球場於1998年動工，2000年開幕，離威靈頓市中心以北約1公里，臨近市内主要交通設施（如威靈頓火車站）。

## 球隊目前陣容
As of 7 December 2019
| 25    | 澳大利亚 | 杰克·邓肯                              | 1993年4月19日  |
| 40    | 新西兰   | 亚历克斯·保尔森                        | 2002年7月4日   |
| 后 卫 |          |                                        |                |
| 3     | 新西兰   | 芬恩·苏尔曼                            | 2003年9月23日  |
| 4     | 英格兰   | 斯科特·伍顿（Scott Wootton）           | 1991年9月12日  |
| 6     | 新西兰   | 蒂姆·佩恩                              | 1994年1月10日  |
| 18    | 新西兰   | 卢卡斯·埃里克·凯利-赫德                | 2005年3月18日  |
| 19    | 新西兰   | 山姆·萨顿                              | 2001年12月10日 |
| 26    | 新西兰   | 艾萨克·罗伯特·休斯                     | 2004年3月25日  |
| 中 场 |          |                                        |                |
| 5     | 新西兰   | 芬·康奇                                | 2003年8月10日  |
| 8     | 新西兰   | 本·奥尔德                              | 2002年8月13日  |
| 11    | 保加利亚 | 博日达尔·克拉耶夫                      | 1997年6月23日  |
| 12    | 澳大利亚 | 穆罕默德·阿尔-泰伊                     | 2000年6月15日  |
| 14    | 新西兰   | 亚历克斯·鲁费尔                        | 1996年6月12日  |
| 15    | 澳大利亚 | 尼古拉斯·彭宁顿                        | 1998年12月18日 |
| 前 锋 |          |                                        |                |
| 7     | 新西兰   | 哥斯達·巴巴路西斯（Kosta Barbarouses） | 1990年2月19日  |
| 9     | 波兰     | 奥斯卡·扎瓦达                          | 1996年2月1日   |
| 10    | 英格兰   | 大衛·波爾                              | 1989年12月14日 |
| 23    | 新西兰   | 卢克·苏皮克                            | 2006年3月4日   |
| 24    | 新西兰   | 奥斯卡·凡·哈特姆                       | 2002年4月14日  |

## 洲際賽事資格
鳳凰隊無法參加大洋洲聯賽冠軍盃，但亞洲聯賽冠軍盃則可在滿足了亞洲足協的特定條件下參與。
亞洲足球協會因鳳凰隊是來自新西蘭，而一度不確認鳳凰隊為亞足協認可澳洲隊伍。然而，在2006年，亞洲足協宣布批准鳳凰隊在符合與澳洲足總達成的一系列條件下，以澳洲隊伍身份參賽，當中包括只可註冊最多5位非澳洲籍球員的政策；唯由於該一系列的條件可能構成澳洲足總干涉新西蘭足總的球員註冊政策之非議，因此未曾參與有關賽事。
大洋洲足球協會以鳳凰隊球員皆註冊於澳大利亞足球協會（亞足協成員）為由，而認定鳳凰隊無資格參與大洋洲聯賽冠軍盃。

## 外部連結
- 威靈頓鳳凰足球俱樂部 官方網站（页面存档备份，存于）